# Tormenta tropical Beatriz (2017)
La tormenta tropical Beatriz fue una tormenta tropical de corta duración que tocó tierra en el estado mexicano de Oaxaca en junio de 2017. Beatriz, la segunda tormenta nombrada de la temporada de huracanes del Pacífico de 2017, se desarrolló a partir de una onda tropical que había salido de la costa de África occidental el 18 de mayo y cruzó América Central, y fue designada como depresión tropical Dos-E el 31 de mayo. Poco después de convertirse en tormenta tropical, Beatriz tocó tierra cerca de Puerto Ángel en México, en la noche del 1 de junio. Posteriormente se debilitó a depresión tropical a medida que avanzaba hacia la costa, disipándose rápidamente después.
Las fuertes lluvias de Beatriz provocaron inundaciones repentinas y deslizamientos de tierra en partes del suroeste de México, lo que provocó siete muertes. A lo largo de su camino, Beatriz causó daños por MXN$3,200 millones (US$172 millones).

## Historia meteorológica

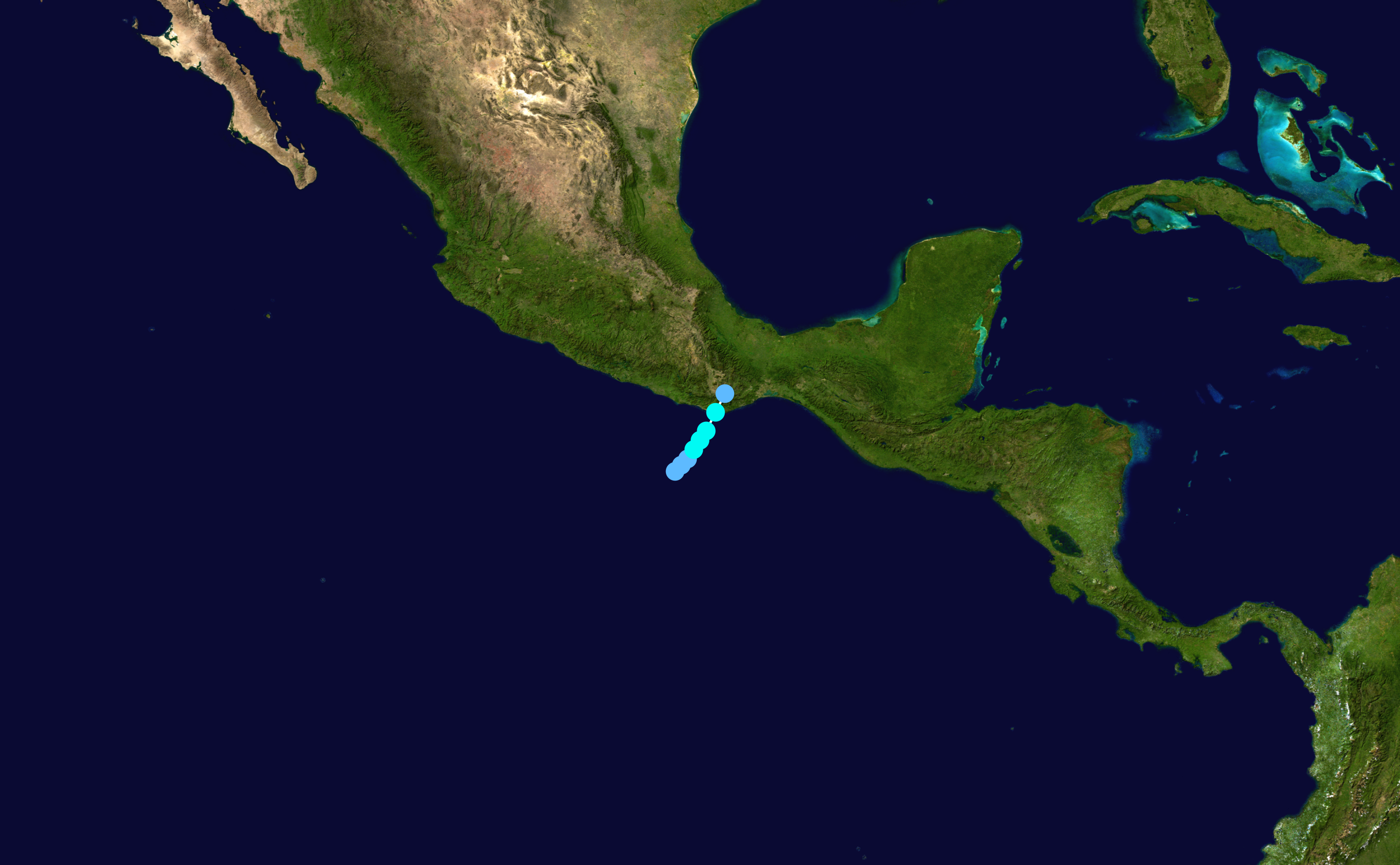
Mapa que traza la trayectoria y la intensidad de la tormenta, de acuerdo con la escala de huracanes de Saffir-Simpson

Los orígenes de Beatriz se remontan por primera vez a una onda tropical que salió de la costa de África Occidental el 18 de mayo de 2017. La onda se movió hacia el oeste a través del Atlántico y el Caribe con una convección mínima, aunque la convección aumentó cuando la onda se trasladó al Océano Pacífico Oriental desde América Central. hasta el 25 y 26 de mayo. Una amplia área de baja presión se desarrolló a partir de la ola a unas 700 millas (1100 km) al sur-sureste de Acapulco en México. Durante los días siguientes, la circulación de la baja se mantuvo prolongada, pero las condiciones favorables permitieron que el sistema desarrollara una convección organizada. Temprano el 31 de mayo, la baja se encontró mejor organizada, lo que llevó al Centro Nacional de Huracanes (NHC) a clasificar la perturbación como una depresión tropical a las 12:00 UTC del 31 de mayo a unas 150 millas (240 km) al suroeste de Puerto Ángel en México. La depresión se movió lentamente hacia el noreste incrustada dentro de un área de flujo profundo del suroeste alrededor de una gran vaguada de nivel medio a superior. En un entorno definido por aguas cálidas y cizalladura del viento de leve a moderada, la depresión se convirtió en tormenta tropical Beatriz mientras se encontraba a 40 millas (64 km) al suroeste de Puerto Ángel a las 18:00 UTC del 1 de junio. Beatriz alcanzó su máxima intensidad con vientos máximos sostenidos de 45 mph (75 km/h) y una presión barométrica mínima de 1002 mbar (hPa; 29,59 inHg) poco antes de tocar tierra al oeste de Puerto Ángel esa noche. Beatriz se debilitó a depresión tropical a las 06:00 UTC del 2 de junio y rápidamente se disipó sobre el terreno montañoso de México. Los restos de Beatriz aún mantenían algo de convección y se trasladaron al Golfo de México, donde no pudieron volver a desarrollarse debido a la fuerte cizalladura del viento.

## Preparaciones e impacto
En preparación para Beatriz, el gobierno de México emitió una «vigilancia de tormenta tropical» y eventualmente una advertencia desde Salina Cruz hasta Puerto Escondido en Oaxaca. La advertencia se suspendió a las 06:00 UTC del 2 de junio cuando Beatriz se movió hacia el interior. En Oaxaca, las escuelas estuvieron cerradas hasta el 3 de junio y se cancelaron los vuelos desde el Aeropuerto Internacional de Bahías de Huatulco.
Según funcionarios locales, Beatriz fue responsable de seis muertes, incluidos dos niños y cuatro mujeres, que murieron en deslizamientos de tierra en Oaxaca. Los informes noticiosos indicaron que se produjeron cientos de deslizamientos de tierra en el suroeste de México, lo que dejó decenas de caminos intransitables, incluidas secciones de la Carretera Federal 200. Una parte de la Carretera Oaxaca-Tehuantepec fue arrasada y un puente en la carretera sufrió algunos daños. Varios ríos de la región se desbordaron, lo que afectó viviendas en numerosas comunidades. Sin embargo, la lluvia trajo un alivio de sequía muy necesario a la región llenando un embalse local al 70% de su capacidad por primera vez en dos años.